# 楊機
楊 機（よう き、474年 - 534年）は、北魏の官僚。字は顕略。本貫は天水郡顕親県。

## 経歴
楊機の一族は、祖父の楊伏恩の代に、天水郡から洛陽に移住した。楊機は若くして河南尹の李平や元暉に功曹として召され、元暉にはとくに郡の事務を委ねられた。朝廷では奉朝請を初任とした。ときに宣武帝は皇子の国官として清直の士を選抜しようと図り、楊機は京兆王元愉のために推挙されて京兆国中尉となり、元愉の畏敬を受けた。給事中・伏波将軍・廷尉評に転じた。延昌年間、行河陰県事をつとめた。楊機は行政に熟知し、権勢におもねらず、裁判は温情をむねとしたので、名声を博した。荊州刺史の楊大眼に召し出されてその下で平南府長史をつとめた。熙平年間、涇州平西府長史となった。まもなく河陰県令に任じられ、さらに洛陽県令に転じた。鎮軍将軍・司州治中となり、司州別駕に転じた。荊州の少数民族が反乱を起こすと、楊機は兼尚書左丞・南道行台として反乱を討った。凱旋すると、中散大夫の位を受け、再び司州別駕となり、司州牧の高陽王元雍に事務の多くを任された。清河郡内史として出向し、左将軍・河北郡太守に転じて、有能で知られた。528年（建義元年）、平南将軍・光禄大夫・兼廷尉卿に任じられた。さらに安南将軍・司州別駕となった。ほどなく河南尹を代行した。廷尉卿となり、衛尉卿に転じて、安西将軍・華州刺史として出向した。永熙年間、衛将軍・右光禄大夫の位を受けた。まもなく度支尚書に任じられた。534年（永熙3年）8月、高歓により辛雄・叱列延慶・崔孝芬らとともに洛陽の永寧寺で殺害された。
子の楊毗羅は、開府参軍事を初任とし、鎮遠将軍として死去した。

## 伝記資料
- 『魏書』巻77 列伝第65
- 『北史』巻50 列伝第38